# Mikołaj Łęczycki
Mikołaj Łęczycki SJ, latinsky Nicolaus Lancicius (10. prosince 1574, Ňasviž – 30. března 1653, Kaunas) byl polský jezuita, katolický teolog a kněz, spisovatel a mystik.

## Dílo
- Seznam děl v Souborném katalogu ČR, jejichž autorem nebo tématem je Mikołaj Łęczycki
- De piis erga Deum et coelites affectibus - nejčastěji vydávané, vyšlo v mnoha překladech: (polsky), (francouzsky), (anglicky), (německy), (česky) jako Usus To gest,Nábožná Rozgjmánj,na každý den přes celý Rok, y na některé Swátky weyročnj a Slawnosti, Praha: Kolej sv. Klimenta, 1667 (znovu 1706)
- Insignis conversio Mariae Bonaventurae, monialis Romanae
- De officiis sacerdotum
- De conditionibus boni superioris
- Dissertatio historica et theologica de praestantia Instituti Societatis Iesu
- De recta traducenda adolescentia
- De exteriore corporis compositione
- De humanarum passionum dominio